# 西田町根木屋
西田町根木屋（にしたまち ねぎや）は、福島県郡山市の大字である。郵便番号は963-0912。

## 地理
郡山市北東部の西田地区に属する。南西で富久山町堂坂、西で日和田町八丁目、北で西田町芹沢、西田町木村、東で田村郡三春町山田、南で三春町上舞木、下舞木とそれぞれ隣接する。概ね町村制施行以前の田村郡根木屋村の流れを汲む地域である。一級水系阿武隈川水系落合川流域を主な範囲とする。域内の多くを山林が占め、川沿いの平地に水田が広がり、山裾や高台を中心に集落が立地する。域内西部から北端部にかけて国道288号バイパスが東西に横断する。西田町三町目に所在する郡山北警察署西田駐在所及び日和田町に所在する郡山消防署日和田分署がそれぞれ管轄にあたる。

### 主な字
字
- 曲木沢
- 野中
- 立石
- 成宮
- 梶内

- 古内
- 北山
- 鬼久保
- 新屋敷
- 根木屋

- 北向
- 明代
- 仁戸内
- 竹之内

### 河川
一級水系阿武隈川水系
- 落合川
  - 日照田川
  - 立石川

## 歴史
- 1879年1月27日 - 守山藩領根木屋村が福島県内における郡区町村制の施行により田村郡の村となる。
- 1889年4月1日 - 町村制の施行により根木屋村が白岩村、下白岩村、上舞木村、下舞木村、阿久津村、安原村、横川村、山田村、芹沢村、南小泉村、北小泉村と合併し田村郡巌江村が発足する。旧根木屋村域は巌江村の大字となる。
- 1955年11月15日 - 大字芹沢とともに西田村に編入され、西田村の大字となる。
- 1965年8月1日 - 西田村が中田村と共に郡山市に編入され、郡山市の大字となる。

## 世帯数と人口
2024年1月1日現在の世帯数と人口は以下の通りである。
| 大字         | 世帯数  | 人口  |
| ------------ | ------- | ----- |
| 西田町根木屋 | 200世帯 | 565人 |

## 小・中学校の学区
市立小・中学校に通う場合、学区は以下の通りとなる。
| 番地 | 義務教育学校     |
| ---- | ---------------- |
| 全域 | 郡山市立西田学園 |

## 交通

### 道路
- 磐越自動車道
  - 郡山東インターチェンジ（取付道路の一部）
- 国道288号
  - 郡山東バイパス
    - 西田大橋
- 福島県道73号二本松金屋線
- 郡山市道1-50号根木屋鬼生田線（郡山東部広域農道）

## 施設
- 旧郡山市立根木屋小学校
- 西田公民館根木屋分館
- 根木屋のシロザクラ
- 笹生ケ瀧不動尊
- 稲荷神社